# Produit de Gromov
En mathématiques, et plus précisément en géométrie, le produit de Gromov est un concept de la théorie des espaces métriques dû au mathématicien Mikhaïl Gromov. Il est utilisé pour définir les espaces métriques δ-hyperboliques (au sens de Gromov).

## Définition
Soit (X, d) un espace métrique et x, y, z ∈ X. Le produit de Gromov de y et z en x, noté (y, z)x, est défini par
{\displaystyle (y,z)_{x}={\frac {1}{2}}{\big (}d(x,y)+d(x,z)-d(y,z){\big )}.}

## Motivation
Étant donnés trois points x, y, z de l'espace métrique X, l'inégalité triangulaire montre qu'il existe trois nombres positifs ou nuls {\displaystyle a_{1}}, {\displaystyle a_{2}}, {\displaystyle a_{3}}  tels que {\displaystyle d(x,y)=a_{1}+a_{2},\ d(x,z)=a_{1}+a_{3},\ d(y,z)=a_{2}+a_{3}}. Les produits de Gromov sont alors {\displaystyle (y,z)_{x}=a_{1},\ (x,z)_{y}=a_{2},\ (x,y)_{z}=a_{3}}.
En géométrie euclidienne, hyperbolique ou sphérique, le produit de Gromov a une interprétation graphique représentée ci-contre : si les points A, B et C ne sont pas alignés, le produit (A, B)C  est égal à la distance p entre  C et les points de tangence du cercle inscrit au triangle ABC ; on voit facilement sur le diagramme que c = (a – p) + (b – p), donc p = (a + b – c)/2 = (A,B)C. Pour tout espace métrique, on peut plonger isométriquement un triplet de points dans le plan euclidien, et appliquer la construction précédente pour obtenir une représentation du produit de Gromov.

## Propriétés
- Le produit est commutatif : (y, z)x = (z, y)x.
- Il est dégénéré aux extrémités : (y, z)y = (y, z)z = 0.
- Pour tous points p, q, x, y et z,

{\displaystyle d(x,y)=(x,z)_{y}+(y,z)_{x},}
{\displaystyle 0\leq (y,z)_{x}\leq \min {\big \{}d(y,x),d(z,x){\big \}},}
{\displaystyle {\big |}(y,z)_{p}-(y,z)_{q}{\big |}\leq d(p,q),}
{\displaystyle {\big |}(x,y)_{p}-(x,z)_{p}{\big |}\leq d(y,z).}

## Points à l' infini
On se place dans l'espace hyperbolique Hn , on fixe un point de base p et on note {\displaystyle x_{\infty }} et {\displaystyle y_{\infty }} deux points à l'infini distincts. Alors la limite 
{\displaystyle \liminf _{x\to x_{\infty } \atop y\to y_{\infty }}(x,y)_{p}}
existe et est finie ; on l'appelle le produit de  Gromov généralisé de {\displaystyle x_{\infty }} et {\displaystyle y_{\infty }} (en p). Il est donné par la formule explicite 
{\displaystyle (x_{\infty },y_{\infty })_{p}=\log \csc(\theta /2),}
où {\displaystyle \theta } est l'angle entre les géodésiques  partant de p et de directions asymptotiques  {\displaystyle x_{\infty }} et {\displaystyle y_{\infty }}.

## Espaces δ-hyperboliques et divergence des géodésiques
Le produit de Gromov peut être utilisé pour définir les espaces hyperboliques : on dit que (X, d) est δ-hyperbolique si pour tous p, x, y et z de X,
{\displaystyle (x,z)_{p}\geq \min {\big \{}(x,y)_{p},(y,z)_{p}{\big \}}-\delta .}
Dans ce cas, le produit de Gromov mesure le temps pendant lequel des géodésiques restent proches ; plus précisément, si x, y et z sont trois points d'un espace δ-hyperbolique, les segments initiaux de longueur (y, z)x sur les géodésiques allant de x à y et de x à z ne sont pas séparés de plus de  2δ (au sens de la distance de Hausdorff).